# Kościół Chrystusa Zbawiciela w Białymstoku
Kościół pw. Chrystusa Zbawiciela w Białymstoku – kościół znajdujący się na Cmentarzu Farnym w Białymstoku, przy ulicy Raginisa 8.

## Historia
Został wybudowany w latach 1887–1890 dzięki zaangażowaniu dziekana białostockiego księdza Wilhelma Szwarca. W 1978 roku została do niego dobudowana od frontu prowizoryczna wiata o konstrukcji stalowej Do 2013 r. był tymczasowym ośrodkiem Parafii Zwiastowania Najświętszej Marii Panny do czasu zbudowania przez tę parafię własnej świątyni parafialnej. Kościół w latach 2013-2014 przeszedł remont dachu oraz elewacji.